# ماسگت

نقشه قفقاز در قرن پنجم میلادی ماسگت‌ها بین دربند و شاپوران زندگی می‌کردند.

ماسگت گروهی از مردمان ایرانی، (ماساژت و سکایی) بودند که در بخش شرقی قفقاز، در امتداد ساحل غربی دریای کاسپین می‌زیستند آن‌ها میان دربند و شاپوران زندگی می‌کردند که امروزه بخشی از جمهوری باکو و جنوب شرقی داغستان (روسیه امروزی) است. نام ماسگت گاهی برای اشاره به یک بخش جغرافیایی به جای یک گروه قومی نیز استفاده می‌شود.
پیرامون سال ۴۴۰ میلادی، ماسگت برای مدت کوتاهی به‌دست هون‌ها به رهبری آتیلا (حکومت  ۴۳۴-۴۵۳) افتاد، که این رویداد موجب آن شد که هنگامه نویس و رویدادنگار ارمنی یغیشه وارداپت از دربند به عنوان دژ هون، پادگان هون یاد کند. اما دیری نپایید که شاهنشاه  یزدگرد دوم (فرمانروایی ۴۳۸-۴۵۷ میلادی) با دو لشکرکشی توانست ماسگت و دربند را به ایران بازگرداند.